# Jennifer Cross
Jennifer Coleen Cross, född 4 juli 1992 i Scarborough, Kanada är en volleybollspelare (vänsterspiker).
Jennifer Cross började spela volleyboll i skolturneringar i Ontario, och spelade för Birchmount Park. Hon flyttade till USA, där hon studerade biomekanik vid University of Michigan och deltog med Michigan Wolverines i NCAA Division I. Laget gick under turneringen 2012 till semifinal, dess största framgång dittills.
Efter studierna flyttade hon till Sverige för spel med Engelholms VS med vilka hon (tillsammans med bl.a. Anna och Isabelle Haak) vann Grand Prix 2014/2015 och Elitserien 2014/2015. Efter en säsong med klubben flyttade hon vidare till Tyskland för spel med Dresdner SC med vilka hon vann både Volleyball-Bundesliga 2015/2016 och DVV-Pokal 2015/2016. Efter ytterligare en säsong med klubben flyttade hon 2017 till Ungern för spel med Újpesti TE, som kom trea i Nemzeti Bajnokság I.
De följande två åren spelade hon i Bulgarien med VK Maritsa med vilka hon vann Superliga två gånger och bulgariska cupen en gång. För säsongen 2020–2021 flyttade hon till Turkiet och spel i Sultanlar Ligi med Yeşilyurt SK. Med laget vann hon den europeiska turneringen CEV Challenge Cup. Hon flyttade sedan till Panathinaikos AO med vilka hon vann både Volley League 2021/2022 och grekiska cupen 2021/2022. Hon spelade 2022/2023 med CS Rapid București för att sedan återvända till Panathinaikos.
Cross debuterade i Kanadas landslag 2012 i Panamerikanska cupen. Hon har deltagit med landslaget i bland annat Nordamerikanska mästerskapet 2019, FIVB Volleyball Challenger Cup 2019 och 2021 och VM 2022.